# Komenda (Ghana)

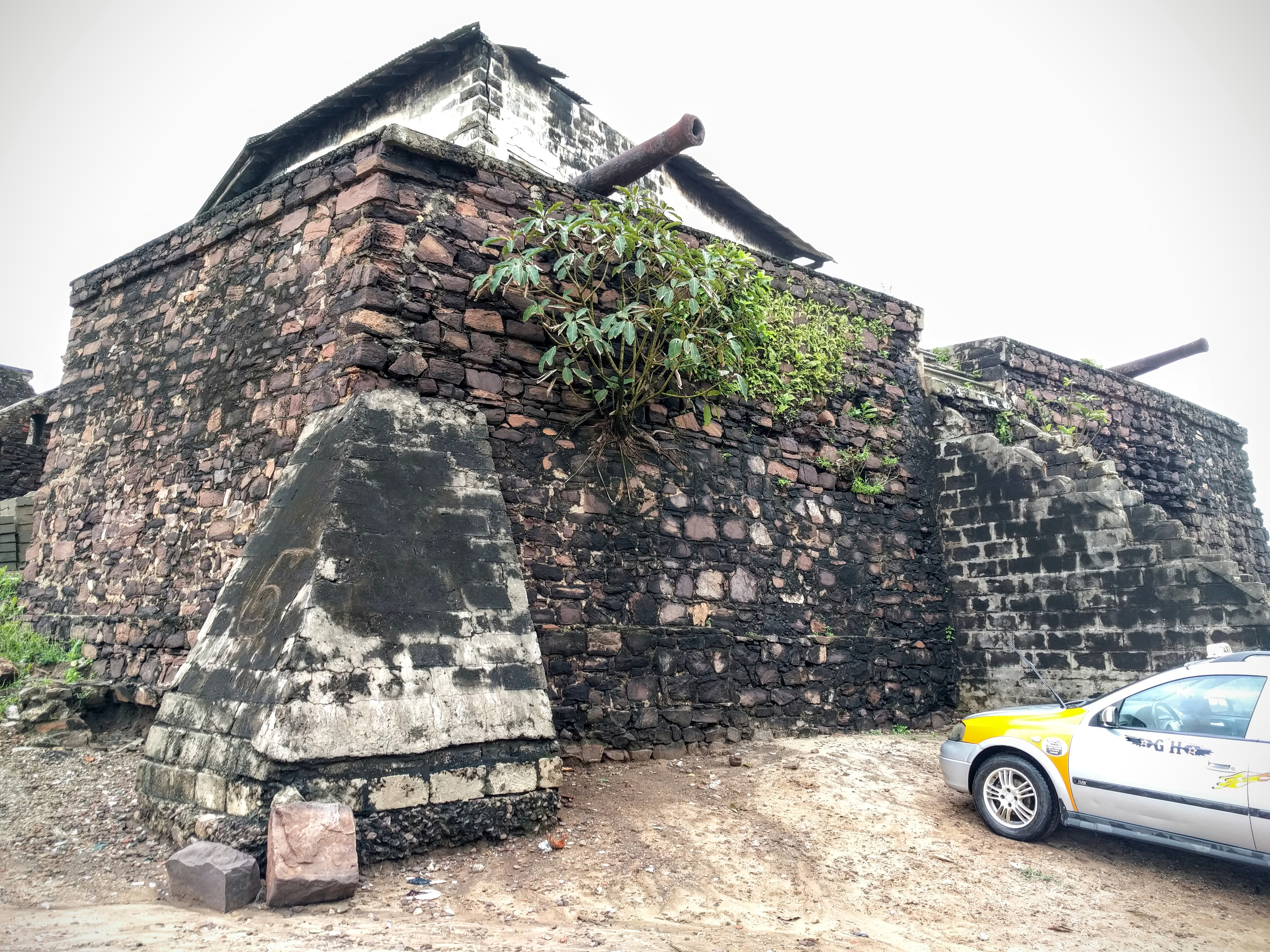
Le fort anglais de Komenda.

Komenda est un ancien comptoir colonial fortifié construit par les Anglais de la Guinea Company. Il est situé à l'extrême ouest du Ghana actuel, non loin de la Côte d'Ivoire, sur la Côte-de-l'Or britannique. Il fut un important lieu de la traite négrière occidentale, et fait partie depuis 1979 des forts de la côte ghanéenne inscrits sur la liste du patrimoine mondial de l'Unesco.

## Historique
En 1618 est fondée la Guinea Company, compagnie anglaise pour le commerce sur les côtes d'Afrique. En 1625, elle est dirigée en 1625 par l'armateur négrier Nicholas Crisp. Elle possédait un autre fort sur la Côte-de-l'Or britannique, à Kormantin, et une quinzaine de bateaux. Le bénéfice tiré des importations d'or à Londres par cette compagnie a représenté 500 000 sterling dans les 11 à 12 ans qui ont suivi l'année 1632.

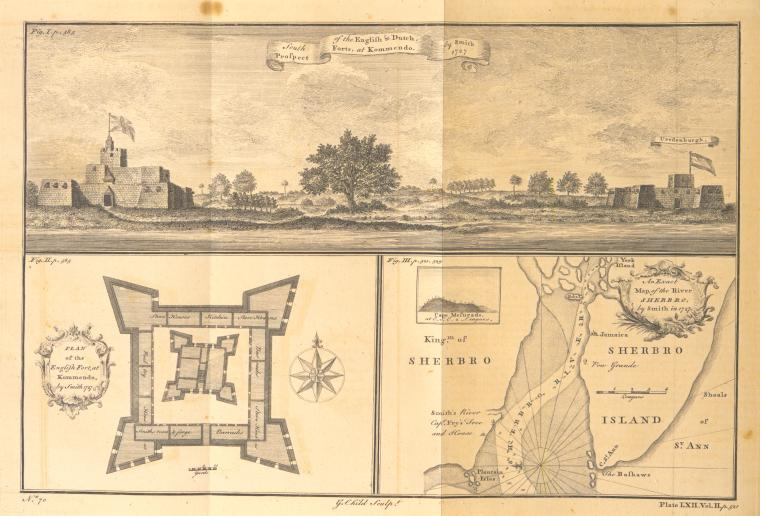
Les forts anglais et hollandais à Komenda.

La Guinea Company s'organise pour obtenir la collaboration du navigateur hollandais Arent de Groot, qui arrive en août 1632 avec quatre navires sur le site, qui avait déjà été visité en 1598 au moins par les Portugais. Il s'installa aussi à Kormantin, où un fort en bois fut érigé, et négocie un traité commercial avec les populations de l'ethnie des Fantis, sur les deux sites. Cependant, dès septembre 1633, la population de Komenda oblige les négociants blancs à abandonner la construction de leur fort, qui n'est pas achevée.
À Kormantin, il faut attendre l'arrivée de nouveaux bateaux dans le milieu des années 1630 pour le développement du site. Le comptoir devint un vrai château fortifié, dans le cadre de travaux commencés en 1638 et terminés en 1647. En novembre 1646, le capitaine John Lad arrive dans la région sur le navire Our Lady, pour le compte de marchands privés anglais et fut l'un des premiers négriers anglais reconnus, en embarquant une cargaison de 100 esclaves à Winneba en janvier 1647, site sur lequel ses employeurs lui demandèrent d'installer un fort en 1648. En 1650, il installa aussi un fort à Accra, pour le compte de la Biemba Company. Winneba est à mi-chemin entre le Fort de Cape Coast, le "Carolusborg" fondé par les suédois en 1653 et Accra.

## Galerie

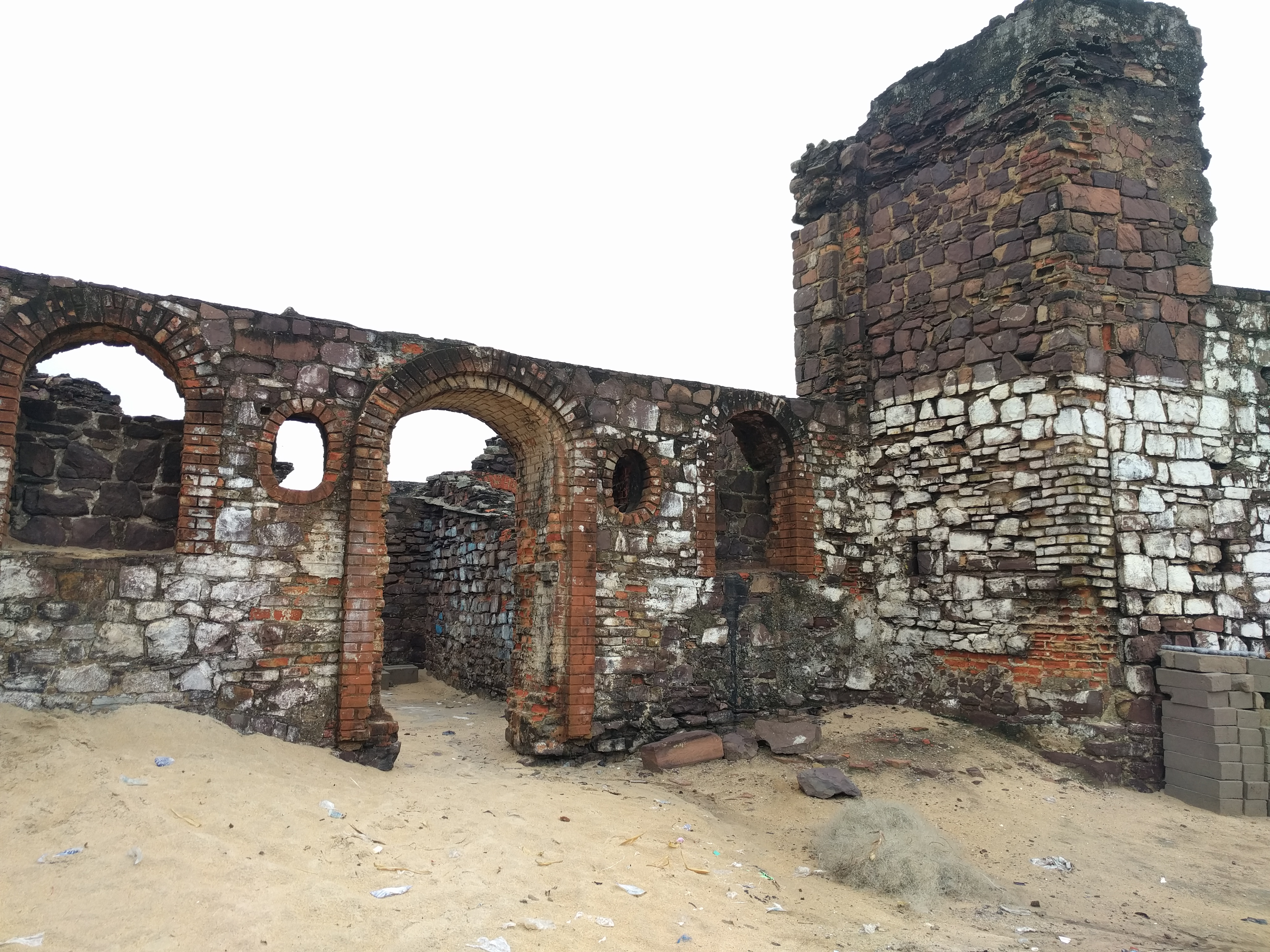
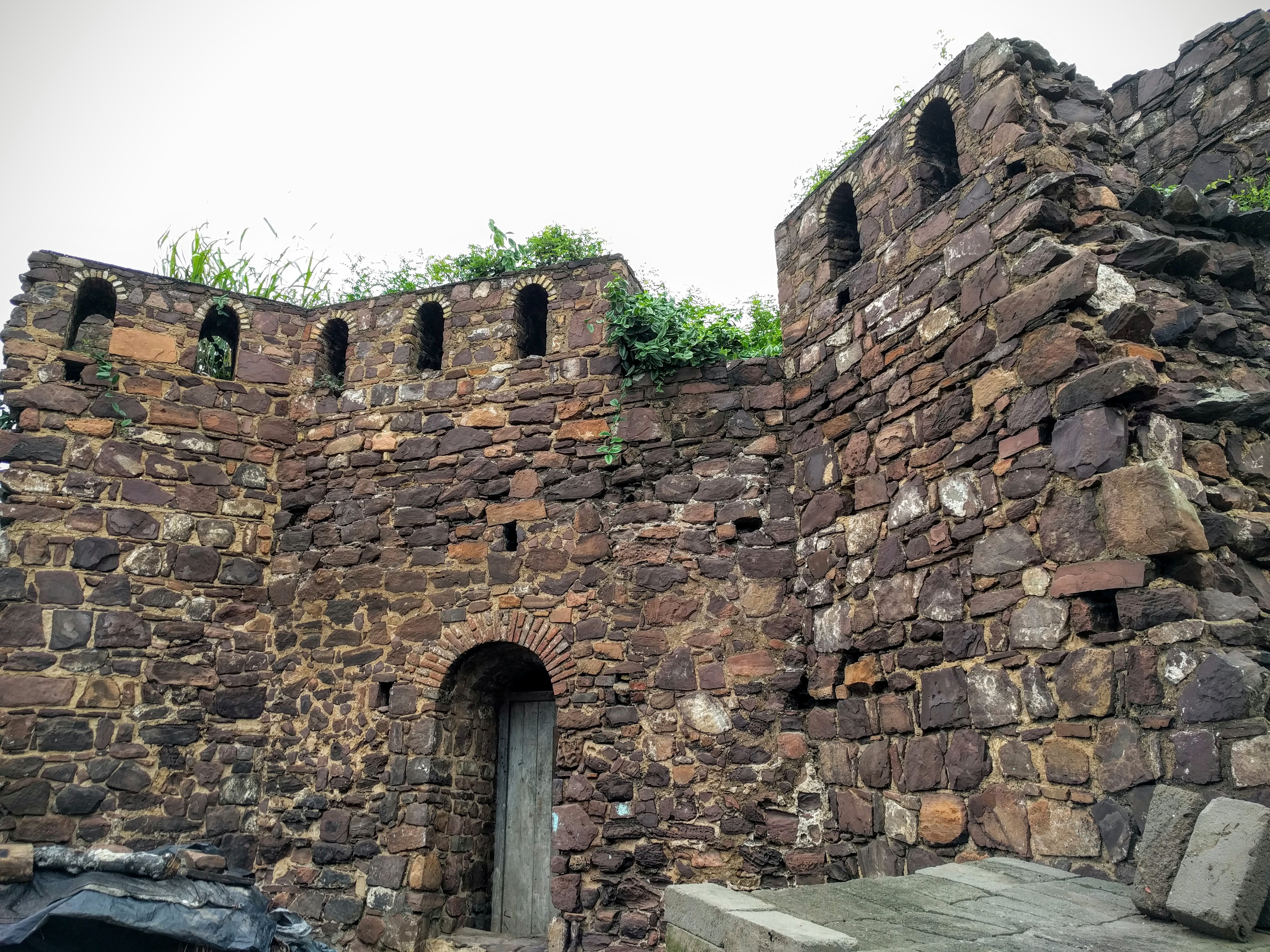
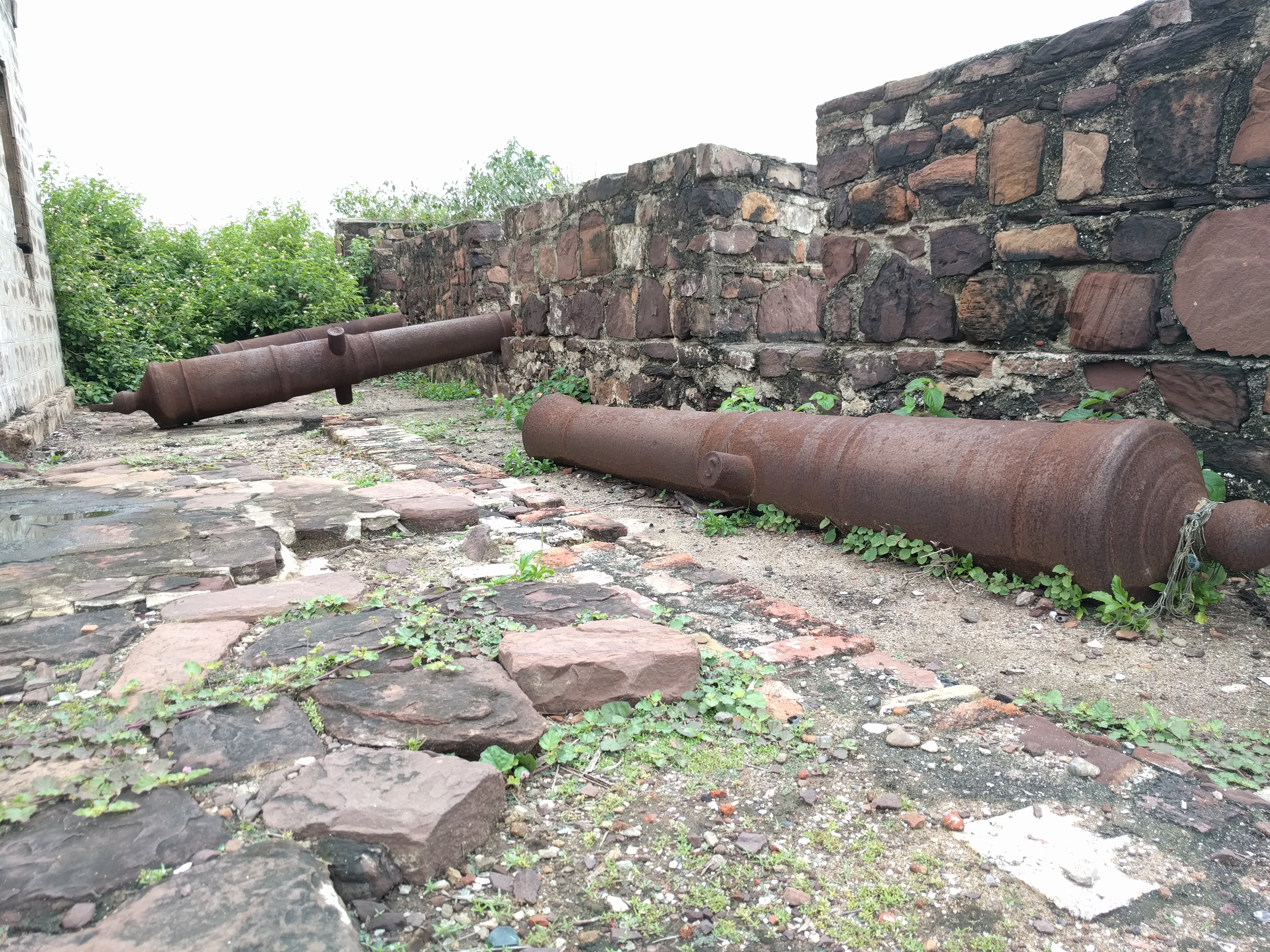